# 레안드로 도밍게즈
레안드로 도밍게즈(Leandro Domingues, 본명: 레안드로 도밍게즈 바르보사 (Leandro Domingues Barbosa), 1983년 8월 24일 ~ 2025년 4월 1일)는 브라질의 프로 축구 선수로, 공격형 미드필더로 활약했다.

## 경력
가시와 레이솔에서 4시즌을 보낸 후, 도밍게즈는 나고야 그램퍼스로 이적했다. 1년 반 동안 활약한 후, 2015년 11월에 방출되었다. 브라질로 잠시 복귀한 후, 2017년 시즌 중반 요코하마 FC와 계약했다.

### 유스 경력
- 2000: EC 비토리아

### 시니어 경력
- 2001–2006 EC 비토리아
- 2007–2008 크루제이루 EC
- 2008 → EC 비토리아(임대)
- 2009 → 플루미넨시(임대)
- 2009 → EC 비토리아(임대)
- 2010–2014 가시와 레이솔
- 2014–2015 나고야 그램퍼스
- 2016 EC 비토리아
- 2017 아소시아상 포르투게자 지 데스포르투스
- 2017–2021 요코하마 FC
- 2022 베팀

## 사망
도밍게스는 2025년 4월 1일, 41세의 나이로 고환암으로 사망했다.